# Berekum Chelsea
Der Berekum Chelsea Football Club, kurz Berekum Chelsea, ist ein Fußballverein aus der ghanaischen Stadt Berekum. Er wurde im Jahr 2000 als Semereka Football Club gegründet und im Juli 2004 durch die Vereinseigentümer nach dem englischen Verein FC Chelsea benannt. Durch den zwischenzeitlichen Umzug in die Stadt Bechem trat der Verein seit 2008 unter dem Namen Bechem Chelsea Football Club (kurz: Bechem Chelsea) an, auf Wunsch der Vereinsanhänger erfolgte im Februar 2010 jedoch der Rückzug und die Rückbenennung. Die Mannschaft gewann 2011 die ghanaische Meisterschaft.

## Geschichte
Im Jahr 2000 wurde der Semereka FC gegründet, danach der Verein aufgrund der Nähe der Klubbesitzer zum englischen Klub FC Chelsea in Berekum Chelsea Football Club umbenannt. Einige Zeit später zog der Verein von Berekum ins benachbarte Bechem um, was eine Namensänderung in Bechem Chelsea Football Club zur Folge hatte. Der Wunsch der Fans führte dazu, dass der Klub am 17. Februar 2010 nach Berekum zurückzog und den ehemaligen Namen erneut annahm.
Der Verein bestritt ab 2005 Spiele in der Zone 1B der Division One League. Nach dem Aufstieg in die Ghana Premier League im Jahr 2008 konnte man in den ersten beiden Spielzeiten einen sechsten und einen achten Platz unter 16 Mannschaften erreichen. In der darauffolgenden Saison 2010/11 konnte sich der Verein durch einen 1:0-Heimerfolg am 18. Mai 2011 über Real Tamale United vier Spieltage vor Saisonende erstmals den ghanaischen Meistertitel sichern.

## Erfolge
- Ghanaischer Meister: 2010/11

## Stadion
Bis 2009 trug der Verein seine Heimspiele im Coronation Park in Sunyani aus. 2010 zog man in den Golden City Park von Berekum. Das Stadion hat ein Fassungsvermögen von 5000 Personen.

## Bekannte Spieler
- Alfred Arthur